# Mona Lisa (film)
Mona Lisa är en brittisk kriminaldramafilm från 1986 i regi av Neil Jordan.
1999 placerade British Film Institute filmen på 67:e plats på sin lista över de 100 bästa brittiska filmerna genom tiderna.

## Utmärkelser
Cathy Tyson vann Los Angeles Film Critics Associations pris för bästa kvinnliga biroll 1986. Bob Hoskins vann flera pris för bästa manliga huvudroll, bland annat vid filmfestivalen i Cannes 1986, Golden Globe Award 1987 och BAFTA Award 1987.

## Rollista i urval
- Bob Hoskins - George
- Cathy Tyson - Simone
- Michael Caine - Denny Mortwell
- Robbie Coltrane - Thomas
- Clarke Peters - Anderson
- Kate Hardie - Cathy
- Zoë Nathenson - Jeannie
- Sammi Davis - May
- Joe Brown - Dudley
- Pauline Melville - Georges fru